# Eva flexa
Eva flexa là một loài bướm đêm trong họ Geometridae.